# UCI ProTour Ploegentijdrit 2007
De 3e editie van de UCI ProTour Ploegentijdrit werd gehouden op 24 juni 2007 in en rond Eindhoven, Nederland.

## Verloop
De wedstrijd was in het eerste deel nog droog, maar na enige tijd begon het te regenen. Ploegen als Tinkoff Credit Systems en Team Milram, die beide reden toen het nog droog was, hadden daar veel voordeel van. Tinkoff bleef lange tijd aan de leiding staan. Discovery Channel leek de tijd te gaan verbeteren, maar net voor de laatste kilometer kwamen 2 renners uit de ploeg ten val. Hierdoor kwam de ploeg 1 man te kort om een tijd neer te zetten. De eerste 4 renners stoven echter af op de finish, terwijl de vijfde renner enkele seconden later over de finish kwam. Hierdoor had Discovery de tijdelijke eerste plaats verspeeld.
Uiteindelijk was het het als laatste gestarte Team CSC dat de tijd van Tinkoff net met een halve seconde wist te verbeteren, waardoor het de titel van 2006 prolongeerde.

## Uitslag
| #  | ploeg                  | land             | tijd     |
| -- | ---------------------- | ---------------- | -------- |
| 1  | Team CSC               | Denemarken       | 53' 36"  |
| 2  | Tinkoff Credit Systems | Italië           | + 0' 01" |
| 3  | Team Milram            | Italië           | + 0' 13" |
| 4  | Discovery Channel      | Verenigde Staten | + 0' 25" |
| 5  | Liquigas               | Italië           | + 0' 31" |
| 6  | Quickstep-Innergetic   | België           | + 0' 52" |
| 7  | Caisse d'Epargne       | Spanje           | + 0' 57" |
| 8  | Crédit Agricole        | Frankrijk        | + 1' 00" |
| 9  | Predictor - Lotto      | België           | + 1' 16" |
| 10 | Ag2r Prévoyance        | Frankrijk        | + 1' 46" |
| 11 | Astana                 | Zwitserland      | + 1' 50" |
| 12 | Rabobank               | Nederland        | + 1' 51" |
| 13 | Saunier Duval-Prodir   | Spanje           | + 1' 53" |
| 14 | Cofidis                | Frankrijk        | + 2' 12" |
| 15 | Skil-Shimano           | Nederland        | + 2' 13" |
| 16 | La Française des Jeux  | Frankrijk        | + 2' 33" |
| 17 | Team Wiesenhof         | Duitsland        | + 2' 35" |
| 18 | Unibet.com             | Zweden           | + 2' 36" |
| 19 | Lampre-Fondital        | Italië           | + 2' 38" |
| 20 | Team Gerolsteiner      | Duitsland        | + 2' 47" |

## Winnende ploeg
Team CSC
2005 · 2006 · 2007 · 2008
UCI · ProTour
 Parijs-Nice · 
 Tirreno-Adriatico · 
 Milaan-San Remo · 
 Ronde van Vlaanderen · 
 Ronde van het Baskenland · 
 Gent-Wevelgem · 
 Parijs-Roubaix · 
 Amstel Gold Race · 
 Waalse Pijl · 
 Luik-Bastenaken-Luik · 
 Ronde van Romandië · 
 Ronde van Italië · 
 Ronde van Catalonië · 
 Critérium du Dauphiné Libéré · 
 Ronde van Zwitserland · 
 Ploegentijdrit Eindhoven · 
 Ronde van Frankrijk · 
 Clásica San Sebastián · 
 Ronde van Duitsland · 
 Vattenfall Cyclassics · 
  ENECO Tour · 
 GP Ouest France-Plouay · 
 Ronde van Spanje · 
 Ronde van Polen · 
 Kampioenschap van Zürich · 
 Parijs-Tours · 
 Ronde van Lombardije